# The Wonder of You
The Wonder of You – piosenka napisana przez Bakera Knighta, którą jako pierwszy wykonał Ray Peterson i wydał w 1959 r. jako singel. W tym samym roku Ronnie Hilton w Wielkiej Brytanii nagrał własną wersję, która znalazła się na 22 miejscu brytyjskiej listy przebojów. Piosenkę nagrywało później jeszcze wielu innych artystów m.in. Elvis Presley, zespół Platters a w 2000 r. Nelson Riddle wydał album pod takim tytułem.
Wśród klubów piłkarskich utwór ten także cieszy się uznaniem. Angielska drużyna Port Vale F.C. przyjęła The Wonder of You za hymn, który śpiewa przed każdym meczem rozgrywanym u siebie. Jednak ich kibice sporadycznie go intonują (w dodatku ze zmienionymi słowami). Inny angielski klub Arsenal F.C. także obrał tę piosenkę za swój hymn.

## Wersja Elvisa Presleya
Swoją wersję The Wonder of You, Elvis Presley wypuścił 20 kwietnia 1970 r. jako singiel wraz z utworem Mama Liked the Roses. W Stanach Zjednoczonych obie piosenki dotarły na 9 miejsce list przebojów. Był to też pierwszy z trzech singli Elvisa, którego nie nagrano w studiu tylko podczas koncertu w Las Vegas w lutym 1970 r. W Wielkiej Brytanii utwór odniósł jeszcze większy sukces niż w USA, zajmując przez wiele tygodni czołowe miejsca na listach przebojów.
The Wonder of You jest jedną z 35 piosenek Elvisa, której nigdy nie nagrano w studiu tylko w czasie koncertu. Ostatni raz śpiewał ją 30 kwietnia 1977 w St. Paul, w Minnesocie, bez 1 i 2 zwrotki, tylko trzecią i refren,